# Saint-Jean-de-Bassel
Saint-Jean-de-Bassel är en kommun i departementet Moselle i regionen Grand Est (tidigare regionen Lorraine) i nordöstra Frankrike. Kommunen ligger i kantonen Fénétrange som tillhör arrondissementet Sarrebourg. År 2022 hade Saint-Jean-de-Bassel 319 invånare.

## Befolkningsutveckling
Antalet invånare i kommunen Saint-Jean-de-Bassel
| Referens: INSEE |